# Ör södra
Ör södra är en bebyggelse strax söder om kyrkbyn Ör i Örs socken i Växjö kommun i Kronobergs län. SCB avgränsade här en småort 2020.